# Мері Егнес Чейз
Мері Егнес Чейз (англ. Mary Agnes Chase; 29 квітня 1869 — 24 вересня 1963) — американська ботанік, колекціонер рослин та науковий ілюстратор. Працювала у Міністерстві сільського господарства США та у Смітсонівському інституті. «Вважається одним з видатних світових агростологів», відома роботою з вивчення злаків та активною участю у суфражистському русі.

## Біографія

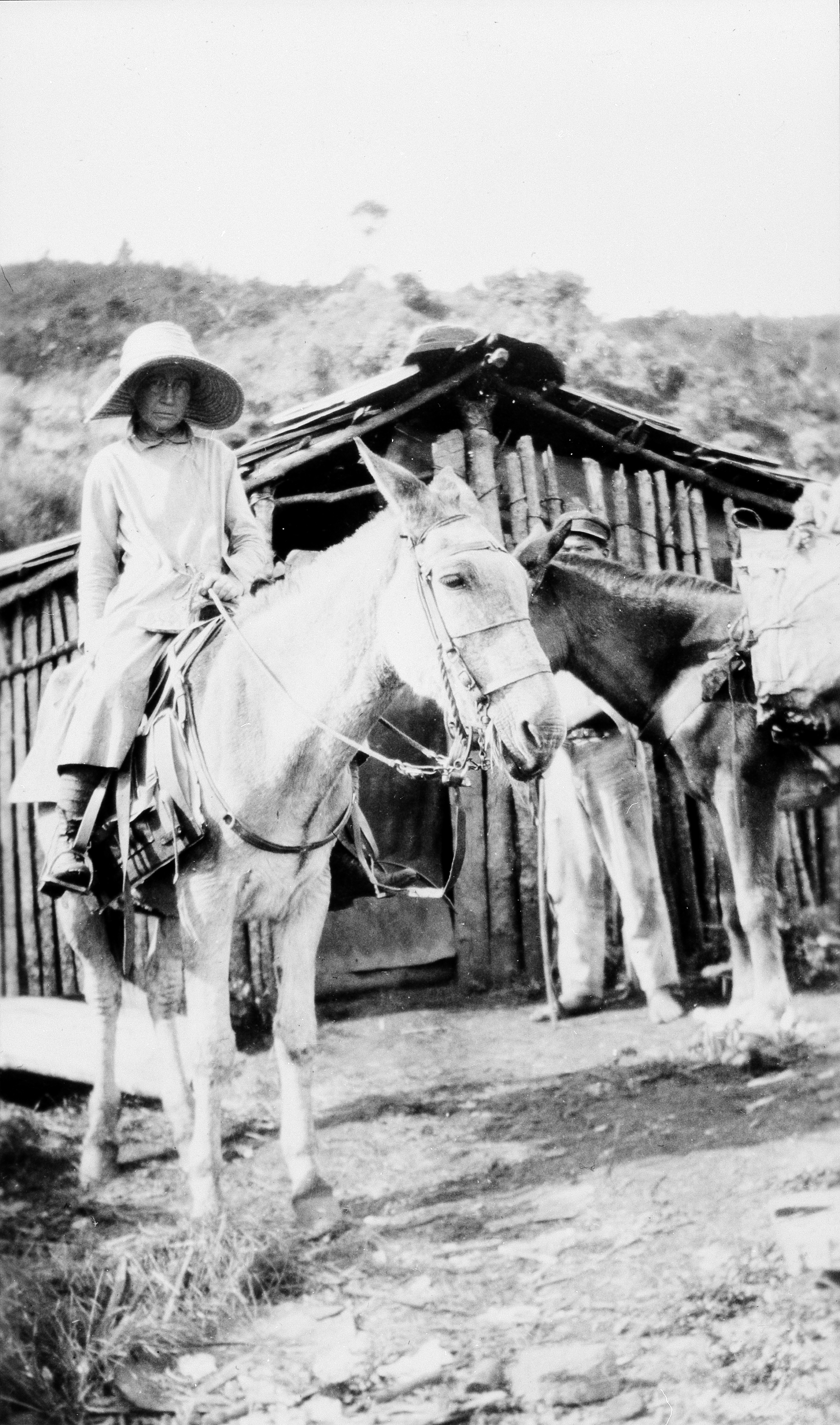
Мері Егнес Чайз в експедиції у Бразилії, 1929

Мері Егнес Чейз народилася у графстві Іроквай (округ, Іллінойс), не отримала жодної освіти, окрім гімназійної. Проте зробила значний внесок у ботаніку, є авторкою понад 70 наукових публікацій, відзначена звання почесної докторки в галузі науки в Університеті штату Іллінойс. Вона спеціалізувалася на вивченні трав та провела значні польові дослідження у Північній та Південній Америці. Її книги польових нотаток з 1897 по 1959 рік зберігаються у архівах Смітсонівського інституту.
У 1901 році Чейз стала ботанічною асистенткою у Музеї природної історії ім. Філда, де її робота була представлена у двох музейних виданнях: Plantae Utowanae (1900) та Plantae Yucatanae (1904). Два роки по тому Чейз почала працювати ботанічною ілюстраторкою у Міністерстві сільського господарства США, а згодом науковою асистенткою з Агростології (1907), асистенткою-ботанікинею (1923) та асоціативною ботанікинею (1925), все під керівництвом Альберта Гічкока. Чейз працювла з Гічкоком протягом майже двадцяти років, а також видала у співавторстві з ним публікацію (The North American Species of Panicum [1910]).
Після смерті Гічкока у 1936 році Чейз зайняла його посаду старшої ботанікині з агростології та хоронителька секції трав відділу рослин у Національному музеї США. Чейз звільнилася з міністерства сільського господарства США у 1939 році, але продовжувала свою роботу як хранителька гербарію трав музею до смерті у 1963 році.

## Суфражистський активізм
Мері Чейз стикнулася з дискримінацією за статтю, наприклад, її виключили із експедицій у Панаму у 1911 та 1912 роках через побоювання спонсорів експедиції, що присутність дослідниць відволікатиме чоловіків. Під час Першої світової війни Чейз разом з активісткою Еліс Пол кілька разів заарештовували за їх діяльність. У 1918 році Чейз заарештували під час пікетування Білого дому, вона відмовилася вийти під заставу та голодувала протягом 10 днів, і її примусово годували. Міністерство сільського господарства США звинуватило її у «неналежній поведінці державного службовця», але Гічкок допоміг їй зберегти посаду.

## Почесті та нагороди
- 1956, Почесна грамота Ботанічного товариства Америки[23]
- 1958, Почесна докторка Іллінойського університету[23]
- 1959, Почесна член Смітсонівського інституту[23]
- 1961, Член Лондонського Ліннеївського товариства[23]